# Odsłonięcie kotła
Odsłonięcie kotła (tur. Kazan töreni) – opowiadanie satyryczne tureckiego pisarza Aziza Nesina, opublikowane w 1957 roku w tomie pod tym samym tytułem. Opowiadanie to zostało wyróżnione nagrodą Złotej Palmy na X Międzynarodowym Konkursie Pisarzy Satyryków we Włoszech w 1957 roku.

## Treść
Na uroczystości z okazji odsłonięcia kotła spotykają się stali bywalcy podobnych imprez. Rozmawiają na temat swego uczestnictwa w innych wydarzeniach tego typu (otwarcie nowej bramy w rzeźni, odsłonięcie nowego komina w hucie szkła), zachwalają przygotowane dla uczestników uroczystości potrawy, komentują inne osoby, które przyszły na otwarcie oraz snują rozważania na temat rozwoju przemysłu i amerykańskich inwestycji. Rozmowę przerywa im wystąpienie "ekscelencji", który przedstawia całą historię kotła, podkreślając osiągnięcia przedsiębiorstwa w przygotowaniu i remoncie oraz wyrażając dumę z tego, iż jest to "największy kocioł na Półwyspie Bałkańskim i na Bliskim Wschodzie".
Opowiadanie składa się z dialogu dwóch osób oraz przemówienia "ekscelencji" i nie zawiera żadnego komentarza autorskiego ani wtrąceń narratora. 
Opowiadanie zostało przełożone na język polski przez Małgorzatę Łabęcką-Koecherową i opublikowane w tomie Dam ci dobrą radę, zawierającym przekłady opowiadań Nesina, Warszawa 1965. Opowiadanie to ukazało się również w tomie Rajski statek. Antologia opowiadań tureckich, opracowanym przez Tadeusza Majdę, Warszawa 1976.
Na podstawie opowiadania Teresa Kalińska przygotowała słuchowisko radiowe, wyemitowane w 1991 roku.